# Mark Izrajlevics Bernstejn
Mark Izrajlevics Bernstejn (belaruszul: Марк Ізрайлевіч Бернштэйн, oroszul: Марк Израйлевич Бернште́йн; Minszk, 1965. augusztus 19. –) fehérorosz blogger és az orosz Wikipédia egyik  szerkesztője. 2022 márciusában a fehérorosz GUBOPiK biztonsági erők őrizetbe vették Bernstejnt, akit azzal vádoltak, hogy megsértette az orosz álhírekre vonatkozó törvényt a 2022-es ukrajnai orosz invázió témájában megjelent Wikipédia-cikkek szerkesztése során.

## Életrajz
A Fehérorosz Nemzeti Műszaki Egyetemen tanult. Bernstejn Pessimist2006 felhasználónévvel szerkeszti a Wikipédiát. 2009-től 2022 elejéig az orosz Wikipédia 50 legaktívabb szerkesztője között volt a több, mint 200 000 szerkesztésével. Szerinte a Wikipédián 2009-ben elért „legjobb” eredményét a Szovjetunió cenzúrájáról szóló cikken végezte, amelyben körülbelül 250 forrást adott meg. Ekkoriban a Deutsche Welle is interjút készített vele a fehérorosz Wikipédia-projekt fejlesztésében szerzett szakértelme miatt, amelyet két különböző nyelvtani változatban hoztak létre. Bernstejn azt tanácsolta a Wikipédia új szerkesztőinek, hogy először tanuljanak a tapasztalt szerkesztők szerkesztési szokásaiból, és készüljenek fel a nagyon eltérő és gyakran ellentétes nézőpontokat képviselő szerkesztőkkel való együttműködésre, amit a Wikipédia-cikkek fejlesztésének kulcsának látott.

### 2022-es őrizetbe vétele
Amikor az orosz Wikipédia egyes szerkesztői azt állították, hogy az „Ukrajna orosz inváziója (2022)” elnevezés sérti a Wikipédia azon álláspontját, hogy semleges nézőpontból közölje az információkat, Bernstejn azt mondta: „Orosz csapatok megszállták Ukrajna területét. Ez tény, nem nézőpont.”
2022. március 10-én az orosz propaganda Mrakoborets (szó szerinti fordítással: auror) Telegram-fórum privát információkat publikált Bernstejnről és azzal vádolta meg, hogy megsértette az álhírek közzétételét tiltó új orosz törvényt. Azzal lett megvádolva Bernstejn, hogy a szerkesztései a 2022-es orosz invázió Ukrajna ellen szócikkel kapcsolatban végzett Wikipédia-szerkesztései sértik az új orosz törvényt.
2022. március 11-én a GUBOPiK őrizetbe vette Bernstejnt Minszkben. Kormánypárti Telegram csatornák videófelvételt tettek közzé Bernstejn letartóztatásáról, és hamis „oroszellenes” információk terjesztésével vádolták. 2022. március 12-én 15 napos közigazgatási őrizetet kapott.

## Fordítás
- Ez a szócikk részben vagy egészben  a   Mark Bernstein (Wikimedian) című angol Wikipédia-szócikk ezen változatának fordításán alapul.  Az eredeti cikk szerkesztőit annak laptörténete sorolja fel. Ez a jelzés csupán a megfogalmazás eredetét és a szerzői jogokat jelzi, nem szolgál a cikkben szereplő információk forrásmegjelöléseként.